# Цикорій
Цикорій (лат. Cichorium) — рід трав'янистих рослин родини складноцвітих. У складі роду 7 видів, які ростуть у Європі, Азії, Північній Африці та Ефіопії. У культурі 2 види: цикорій кореневий або звичайний, петрові батоги (лат. С. intybus) та цикорій салатний, ендивій (лат. С. endivia), який вирощують як салатну рослину.

## Опис
| |
| Цикорій звичайний — типовий вид роду. Ботанічна ілюстрація з книги О. В. Томе «Flora von Deutschland, Österreich und der Schweiz», 1885 |

Цикорій — багаторічна, досить висока рослина (людині по пояс, а іноді й вища), з м'ясистим коренем і прикореневими довгастими листками, виїмчасто-пірчасто-надрізаними, як у кульбаби, зібраними розеткою; стеблові листки — сидячі, ланцетні. Рослина має міцний стрижневий корінь, що глибоко проникає в ґрунт.
Стебло — розгалужене, голе, шорстке. Жорстке вертикальне стебло з'являється на друге літо.
Суцвіття — розкриті кошики, середньої величини, одиночні, розміщені на кінцях гілок і по 2-3 в пазухах листків. Усі квітки в кошиках язикові з блакитними, рідше білими або рожевуватими пелюстками. В перший рік з'являється розетка яскравих довгастих листів з чітко визначеною головною жилкою. Квіти відкриваються послідовно вгору, хоча в похмуру погоду часто закриті. Листя можуть мати скруглені кінцівки або бути звужені.
Плід за формою невиразний п'ятигранник та має чубок з коротких лусок.

## Вирощування
Цикорій вирощують досить широко, з його коріння добувають так звану цикорну каву, яку широко застосовують у кондитерській і спирто-горілчаній промисловості.
Заготовляють коріння восени, в дні після дощів, коли ґрунт розм'якає. Якщо корінь обкопати і взяти за верхівку, він легко витягується цілий і неушкоджений, довгий, як батіг (через це рослина називається «Петровим батогом»). В сухі дні з землі вдається виривати самі тільки верхівки кореня.
У науковій медицині цикорій не застосовують.

## Застосування в народній медицині

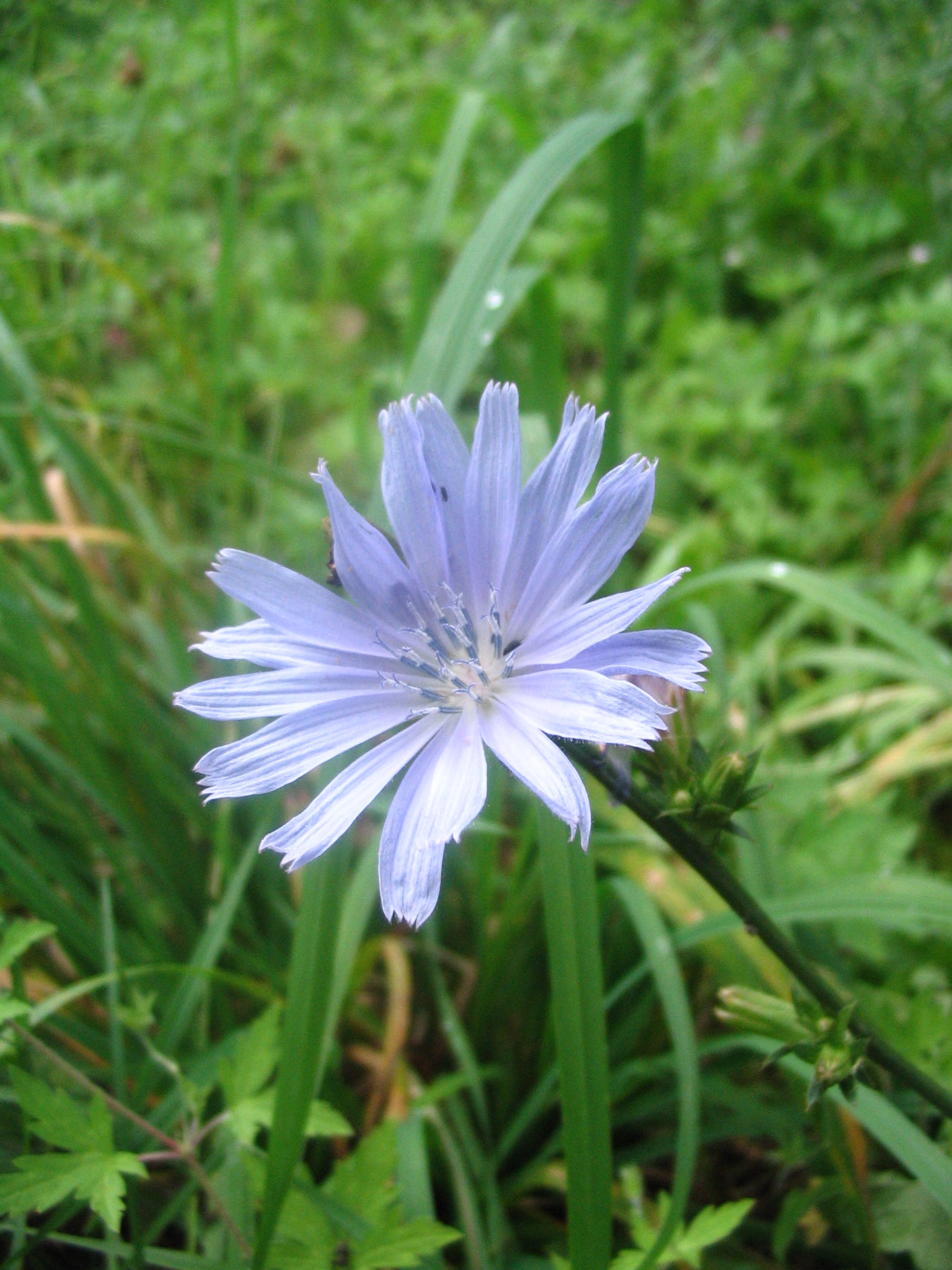
Квітка цикорію

Цикорій широко використовується у народній медицині, зокрема для поліпшення функціональної діяльності шлунка, особливо при диспепсії, та для підвищення апетиту. Заварюють цикорій, як каву. Молоді листки їстівні, в них містяться вітамін C, каротин; салати з них особливо корисні для хворих на діабет (у рослині є інулін). На пасовищах цикорій добре їдять тварини. Цикорій — чудовий медонос, дає багато нектару і пилку. Корені використовують як сурогат кави. З цією метою у культурі вирощують цикорій салатний (лат. С. endivia L.).
Відвар і настоянку з цикорію успішно вживають при розладах функціональної діяльності шлунка, при гастритах, хворобах печінки (цироз і збільшення її), при збільшенні селезінки, іпохондрії та істерії, при будь-якій ломоті й зубному болю — як заспокійливий і зміцнювальний засоби та при різних хворобах нирок і селезінки — як очисний і зміцнювальний засоби.
Препарати з цикорію особливо ефективні як зміцнювальний засіб при загальній слабкості й занепаді сил та при посиленому (хворобливому) потінні.
Як засіб, що поліпшує обмін речовин в організмі, цикорій корисний і при чиряках.
Внутрішнє вживання настойки, відвару або чаю з цієї рослини допомагає хворим на діабет зі сечовиснаженням.
Зовнішньо препарати з цикорію застосовують при перевтомі (натирання спиртовою настойкою), виразках або застарілих ранах (обмивання їх відваром), екземах, опухах залоз (компреси) та при болях у животі, пов'язаних із захворюванням шлунка і кишки (компрес на хворе місце зі свіжого листя або відвару).

## Види
Список за Plants of the World Online:
- Cichorium bottae Deflers
- Cichorium calvum Sch.Bip.
- Cichorium endivia L.
- Cichorium glandulosum Boiss. & A.Huet
- Cichorium intybus L.
- Cichorium pumilum Jacq.
- Cichorium spinosum L.

L.